# Palazzo Grossi

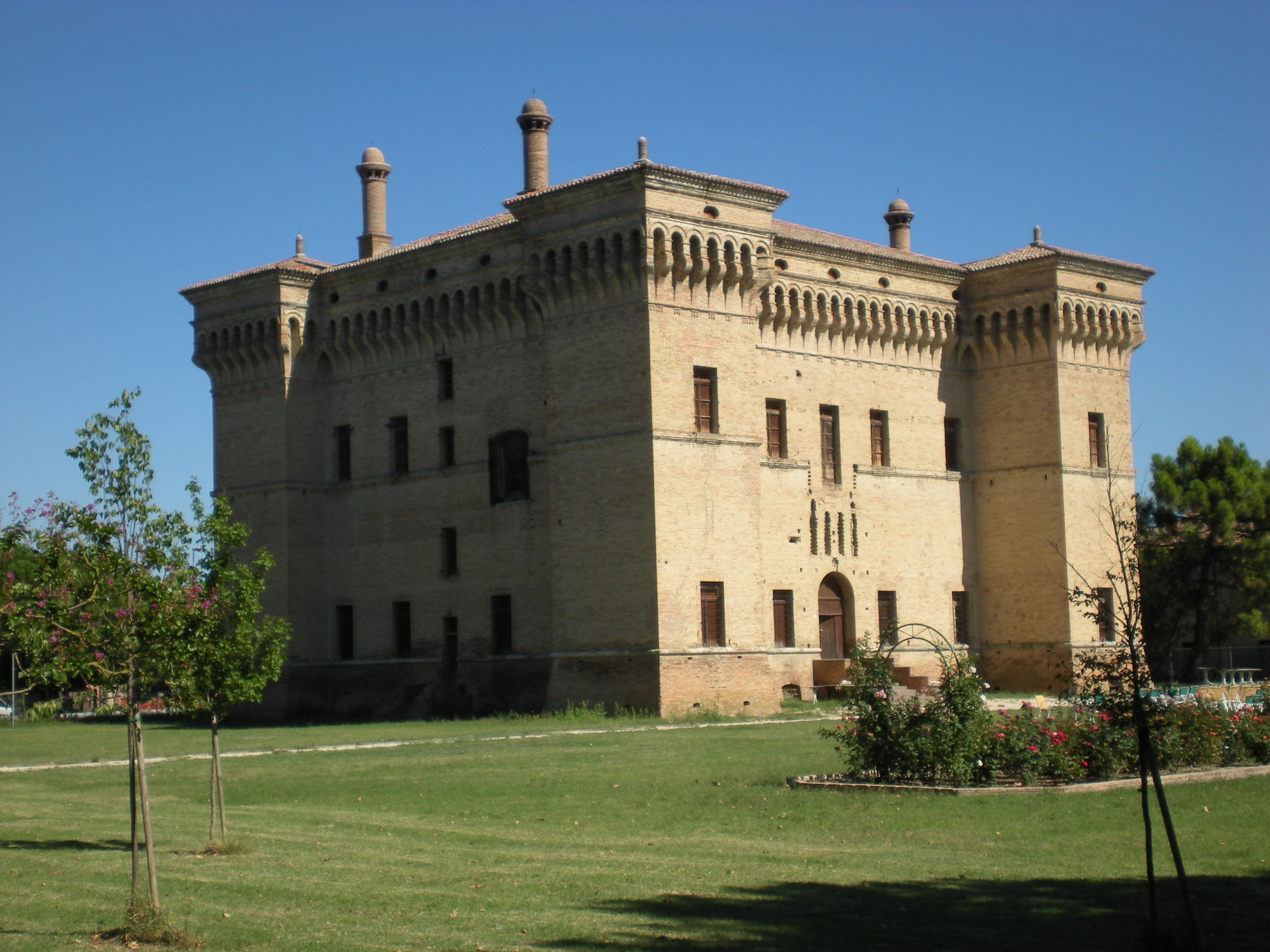
Vista esterna del palazzo

Il Palazzo Grossi (in seguito Rasponi) è una residenza fortificata cinquecentesca sita a Castiglione di Ravenna.

## Storia
In un documento notarile, redatto dal notaio ravennate Girolamo da Porto, si legge che il completamento del palazzo venne commissionato a mastro Giovanni Di Iacopo da Canobio da Pietro Grossi, conte nominato dall'imperatore Federico III e conestabile delle milizie di Papa Giulio III.I lavori di completamento andarono dal 1560 al 1565 e pare che si siano svolti sull'impianto di un precedente edificio fortificato, fatto erigere da Battista Grossi nel 1461 su quelle terre, comprese tra l'attuale frazione di Castiglione di Ravenna e l'abitato di Savio, che erano state confiscate dai veneziani ai Da Polenta e concesse dal vescovo di Cervia al capitano di ventura Pietro Grossi, capostipite della famiglia in terra ravennate. Con l'estinzione della famiglia Grossi, il palazzo passò di proprietà in proprietà e fu adibito anche ad usi non abitativi. Nel 1830 venne acquistato dai conti Rasponi fino a quando, alla morte del conte Cesare Rasponi Bonanzi, il palazzo fu acquistato da una cooperativa agricola che lo tenne fino all'inizio del '900 quando fu ceduto ai fratelli Sama che vi trasferirono la loro attività di produzione del tabacco. Dopo la seconda guerra mondiale fu prima acquistato dalla cooperativa coltivatori diretti di Castiglione, poi dal CEM (Consorzio Esercizio Macchine) e infine, nel 1986, dal Comune di Ravenna che ne è il proprietario attuale.

## Caratteristiche
Il palazzo, interamente realizzato in laterizio, ha pianta quadrata con lato di 28,50 metri orientata con le fronti principali verso sud-est e nord-ovest e munita agli angoli da torri sporgenti pure quadrate. I due piani superiori, delimitati da un marcapiano, sono coronati da un apparato a sporgere con beccatelli sormontati da archetti, sui quali poggia la fascia sottotetto caratterizzata dalla presenza di oculi. 
Sopra i due ingressi principali si notano ancora tracce delle scanalature di scorrimento dei bolzoni, evidenti testimoni dell'esistenza in origine di due ponti levatoi e, quindi, di un fossato che doveva circondare l'edificio. All'interno si succedono un piano seminterrato con le cantine coperte da volte ribassate; seguono due piani caratterizzati da un ampio corridoio centrale passante da una fronte principale all'altra lungo la quale si dispongono le sale, ed infine il piano sottotetto. 
Un aspetto curioso si può rilevare proprio nel solaio, nel quale si nota chiaramente come in origine il castello terminasse con una merlatura; aspetto che fa ipotizzare che, non appena conclusa la costruzione merlata, si sia deciso di modificarla così come si trova attualmente.
Dal punto di vista architettonico, Palazzo Grossi costituisce un ibrido non comune, nel territorio ravennate, tra l'armonia rinascimentale e la forza e la robustezza delle rocche medioevali; mentre infatti, la pianta quadrata, le torri angolari, la base muraria a scarpa e il coronamento aggettante con beccatelli sottolineano il carattere militaresco del palazzo, i triglifi accennati sotto i beccatelli, le modanature in mattoni e le finestrelle ovali del sottotetto costituiscono elementi qualificanti l'edificio dal punto di vista dell'architettura civile.
Oggi, dopo diversi interventi di restauro, l'ultimo dei quali, al tetto, risale al 1996, l'edificio si presenta all'esterno in condizioni quasi intatte, ma all'interno, a causa di lunghi periodi di abbandono e di spregiudicati utilizzi (soprattutto la conservazione, al suo interno, di materiali umidi), la situazione si sta progressivamente deteriorando.
Attualmente il parco che circonda il palazzo è utilizzato per l'organizzazione di spettacoli teatrali, concerti e manifestazioni.